# Boldești-Gradiștea
Boldeşti-Gradiştea é uma comuna romena localizada no distrito de Prahova, na região de Muntênia. A comuna possui uma área de 32.45 km² e sua população era de 1980 habitantes segundo o censo de 2007.